# Stade Olympia Bobrun

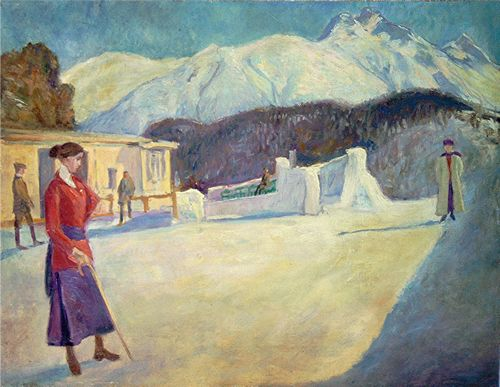
Johannes Martini a peint le départ de la piste en 1905.

Le Olympia Bob Run St. Moritz-Celerina est une piste de bobsleigh, luge et skeleton située en Suisse. Elle est officiellement ouverte le 1er janvier 1904. Elle est naturellement réfrigérée.

## Histoire
La piste est initialement créée pour les touristes britanniques qui viennent d'inventer le bobsleigh. En 1897, le « St. Moritz Bobsleigh Club » est créé. En raison de la popularité de ce sport, des fonds sont réunis pour construire une piste en 1903 avec 11 000 francs suisses. La piste a accueilli les évènements de bobsleigh lors des Jeux olympiques d'hiver de 1928 et de 1948. De nombreuses modifications ont été apportées à cette piste depuis 1948, notamment la fin de piste.

## Statistiques

Plan Track

Entre l'aire de départ et l'aire d'arrivée, la différence d'altitude est de 130 mètres.
| Numéros des virages | Nom du virage       | Raisons                                                                                               |
| ------------------- | ------------------- | --- |
| 1.                  | (Start)             | Maison de Dracula - du nom d'un club de bobsleigh créé par Gunter Sachs.                              |
| 2.                  | Wall Corner         | Coin du mur                                                                                           |
| 3.                  | Snake Corner        | Coin du serpent                                                                                       |
| 4.                  | Sunny Corner        | Coin ensoleillé                                                                                       |
| 5.                  | Nash-Dixon Corner   | Nom des bobeurs britanniques, champions olympiques en 1964 et membres du club de St. Moritz.          |
| 6.                  | Horse-Shoe Corner   | Fer à cheval                                                                                          |
| 7.                  | Telephone Corner    | Téléphone                                                                                             |
| 8.                  | Shamrock            | Trèfle                                                                                                |
| 9.                  | Devils Dyke Corner  | |
| 10.                 | Tree Corner         | Coin de l'arbre                                                                                       |
| 11.                 | Bridge Corner       | Coin du pont                                                                                          |
| 12.                 | Leap                | |
| 13.                 | Gunter Sachs Corner | |
| 14.                 | Martineau           | D'après Hubert de Martineau, major de l'armée suisse, président du club de St. Moritz de 1922 à 1969. |
| 15.                 | Portago Corner      | D'après Alfonso de Portago, médaillé aux mondiaux de 1957 puis mort l'année suivante au Mille Miglia. |
| 16.                 | (Sortie)            | |

## Grands évènements accueillis
Les différentes grandes compétitions qu'a accueilli Saint-Moritz furent :
- les Jeux olympiques d'hiver de 1928 et 1948 ;
- les championnats du monde de la FIBT : 1931 (bob à 4), 1935 (bob à 4), 1937 (bob à 4), 1938 (bob à 2),[6] 1939 (bob à 2), 1947, 1955, 1957, 1959, 1965, 1970, 1974, 1977, 1982, 1987, 1989 (skeleton), 1990 (bobsleigh), 1997 (bobsleigh), 1998 (skeleton), 2001 (bob masculin), 2007, et 2013 ;
- les championnats du monde de luge : 2000.

Jeux olympiques de la jeunesse 2020